# Ambassade van Oekraïne in Hongarije
De ambassade van Oekraïne in  is de vertegenwoordiging van Oekraïne in de Hongaarse hoofdstad Boedapest.
Hongarije en Oekraïne , die zo'n 60 kilometer landsgrens delen, hebben een langdurige diplomatieke geschiedenis, waarvan Oekraïne een tijd onderdeel van de Sovjet-Unie was. Zo'n 160.000 Hongaren leven op Oekraïens grondgebied, en beide landen richten zich met hun toekomstplannen op de Europese Unie. De eerste diplomatieke banden werden media 1989 al gestart, en 24 maart 1992 werd de ambassade in Boekarest geopend. In 1999 raakten de relaties enigszins bekoeld toen Hongarije lid wilde worden van de Europese Unie en lid werd van de NAVO.